# Escándalo de Foncolpuertos
El Escándalo de Foncolpuertos, caso Foncolpuertos o Desfalco a Foncolpuertos fue un caso de corrupción en Colombia, en el que un número de personas, entre empleados públicos y del común, fueron condenadas por falsificar documentos públicos, prevaricato, peculado por apropiación y concierto para delinquir ya que cobraban de forma fraudulenta pensiones de la liquidada empresa del estado "Puertos de Colombia" a través de su fondo de pensiones (Foncolpuertos).

## Antecedentes históricos
En 1991 el Gobierno de Colombia liquidó la Empresa Puertos de Colombia y el 3 de enero de 1992, por medio del decreto 0036, creó el Fondo de Pasivo Social para que administrara las reclamaciones de tipo laboral.

## Investigaciones
Por el caso de Foncolpuertos la Unidad Nacional Anticorrupción de la Fiscalía General de la Nación evitó que se desembolsaran cerca de dos billones de pesos colombiano tras detectar aproximadamente mil actas de conciliación fraudulentas.
La Fiscalía ha acusado a cerca de 39 personas por concierto para delinquir, fraude procesal, estafa agravada y falsedad ideológica agravada por el uso. La mayoría de los procesos se llevaron a cabo en juzgados de la ciudad de Barranquilla. 34 de estos se encuentran cursando juicio y 5 esperan audiencia.

## Debate político sobre Foncolpuertos
El caso fue discutido ampliamente en el Congreso de Colombia, en el que se destacaron las palabras de la entonces senadora Íngrid Betancourt acusando a los expresidentes Ernesto Samper y César Gaviria.
Incluyó también a los congresistas Martha Catalina Daniels, Fabio Valencia Cossio, José Name Terán y Francisco Canossa y al exparlamentario Heyne Mogollón, el excontralor David Turbay y a los exministros de Hacienda, Guillermo Perry, Antonio José Urdinola y Antonio Ocampo, al exmagistrado de la Corte Suprema, Ramón Zúñiga y varios jueces, así como a la campaña política de Horacio Serpa, a los exgerentes liquidadores de Foncolpuertos, por las irregularidades en la liquidación de esa entidad a la que Betancourt calificó de servir como lavado de activos del Proceso 8.000.

El desfalco de Foncolpuertos es un atraco premeditado que comienza en el Gobierno Gaviria, [que] quiere entregarle un negocio excelente a sus amigos y para hacerlo le paga lo que sea al sindicato de Colpuertos. Ese sindicato queda entonces con la posibilidad de armar todo tipo de demandas y de procesos en contra de la Nación y se establece una empresa diseñada para robarle al Estado. Primero un mercado persa en el cual se piden reliquidaciones por cualquier cosa. Después un carrusel de liquidaciones en el cual no hay ningún control, y una misma persona se hace reliquidar hasta 16 veces. Enseguida una empresa virtual que sin ningún tipo de soportes logra hacer pagar liquidaciones a personas que no existen, a pensionados falsos, liquidaciones falsas. Y así llegamos al lavadero de narcodólares en que se vuelve Foncolpuertos
Íngrid Betancourt 1999.

## Condenas
El 14 de agosto de 2008, cinco personas más fueron juzgadas por el desfalco a Foncolpuertos después de que un Juzgado de Descongestión profiriera sentencia condenatoria en primera instancia por autoría de los millonarios robos a la entidad y tras encontrarles 30 actas de conciliación falsas con las que cobrarían 3.700 millones de pesos en bancos internacionales. La Corte Suprema de Colombia confirmó la condena, la cual ordenaba a pagar al Ministerio de Protección Social una indemnización 4500 millones de pesos.
Las siguientes personas fueron algunas de las condenadas:
- Carlos Gonzales: 14 años y 5 meses de prisión.
- Carmen del Socorro Peña: 12 años y 8 meses.
- Gladys Marina del Castillo: 7 años.
- Eddy José Padilla: 4 años y 7 meses
- Julio Cesar Moreno: 4 años y 7 meses.
- Salvador Atuesta Blanco: gerente liquidador de Foncolpuertos, 11 años y 8 meses de prisión y $610 millones de pesos colombianos como multa.
- Reiner Enrique Cueto Acuña: 9 años y 5 meses y pagar $1.149 millones